# FUN! FUN! FANFARE!
《FUN! FUN! FANFARE!》是日本樂隊生物股長的第7張原創專輯，於2014年12月24日由Epic Records Japan發行。

## 概要
本作距離上一張原創專輯《I》相隔近1年5個月發售，收錄了3張單曲（《停不住的情歌》、《熱情光譜/若淚水消失》和《GOLDEN GIRL》）內的A面曲與B面曲，加上另外9首原創歌曲，還有生物股長首次伴奏曲（instrumental），合共16首曲目。除伴奏曲外十四首歌中有九首均有tie up，和『My song Your song』並列最多tie up。
專輯分為兩種形式發售，初回生產限定盤為盒裝CD+DVD樣式，為三面封口的紙盒和三面Digipak包裝，附送「NEWS123 DVD」、「生物卡片044」，此外還附贈三張迷你海報及歌迷典藏小卡「生物股長的大家你棉好呀!! 2015演唱會～歡愉樂章～門票特別抽籤先行指南」。通常盤則附送「生物卡片044」和「指南」。

## 反應
發行首周銷量約為10.1萬張，2015年1月5日的oricon榜單顯示是繼『My song Your song』以來連續七張專輯首周第一。男女混合團連續七張專輯獲得oricon榜首位，時隔十八年九個月打破了oricon從1970有專輯榜以來由DREAMS COME TRUE保持的連續六張專輯首周第一的紀錄。

## 歌曲
以下為未曾收錄在單曲內的歌曲：
- FUN! FUN! FANFARE! -The Beginning- (instrumental)：用伴奏曲作為專輯開場，是生物股長首次在專輯收錄伴奏曲。

- 閃閃發光（キラリ）：東寶發行的電影“ 閃爍的青春 ”（アオハライド）主題曲，PV用電影的畫面製作而成

- LIFE

- 春天（春）

- 明日天晴（明日ハレルカナ）

- Jump! （ジャンプ!）：日產汽車「塞瑞娜」廣告主題曲，這首歌是C26型塞瑞娜繼「風と未來」（2010年）、「笑ってたいんだ」（2011年）、「マイサンシャインストーリー」（2013年）以來的與生物合作的第四首。

- 陽炎

- SNOW AGAIN：這張專輯中時長最長的歌，也是生物的專輯曲中時長最長的歌。

- 目標（ワンゴール）：U-CAN 2015宣傳廣告歌。是繼使用「いつだって僕らは」（2012年）作為此廣告歌以來三年後再次以生物的歌作為廣告歌，與上次相同，團員出演了該廣告（僅在一月的「opening 2015篇」）。

- 我的舞台（マイステージ）：JRA（日本中央賽馬會）2015年CM曲。
- LIGHTS OUT -The Ending-（instrumental）：專輯的結束伴奏曲。「LIGHTS OUT」有終止的意思。

## 收錄歌曲
| 曲序     | 曲目                                              |                    | 作曲               | 編曲                   | 时长    |
| -------- | ------------------------------------------------- | ------------------ | ------------------ | ---------------------- | ------- |
| 1.       | FUN! FUN! FANFARE! -The Beginning- (instrumental) |                    | 本間昭光           | 啼鵬                   | 0:40    |
| 2.       | GOLDEN GIRL                                       | 吉岡聖恵           | 吉岡聖恵           | 亀田誠治               | 4:59    |
| 3.       | 停不住的情歌                                      | 水野良樹           | 水野良樹           | 本間昭光               | 5:33    |
| 4.       | 熱情光譜                                          | 水野良樹           | 水野良樹           | 近藤隆史、田中ユウスケ | 3:44    |
| 5.       | 閃閃發光                                          | 水野良樹           | 水野良樹           | 本間昭光               | 5:08    |
| 6.       | LIFE                                              | 水野良樹           | 水野良樹           | 森俊之                 | 4:54    |
| 7.       | 春天                                              | 水野良樹           | 水野良樹           | 本間昭光               | 5:54    |
| 8.       | 明日天晴                                          | 山下穂尊           | 山下穂尊           | 本間昭光               | 4:50    |
| 9.       | Jump!                                             | 水野良樹           | 水野良樹           | 鈴木Daichi秀行         | 4:42    |
| 10.      | 彩虹                                              | 山下穂尊           | 山下穂尊           | 江口亮                 | 4:22    |
| 11.      | 陽炎                                              | 水野良樹           | 水野良樹           | 鈴木Daichi秀行         | 5:02    |
| 12.      | SNOW AGAIN                                        | 水野良樹           | 水野良樹           | 島田昌典               | 6:43    |
| 13.      | 目標                                              | 山下穂尊           | 山下穂尊           | 立崎優介、田中ユウスケ | 4:04    |
| 14.      | 若淚水消失                                        | 吉岡聖恵、山下穂尊 | 吉岡聖恵、水野良樹 | 亀田誠治               | 4:30    |
| 15.      | 我的舞台                                          | 山下穂尊           | 山下穂尊           | 鈴木Daichi秀行         | 5:35    |
| 16.      | LIGHTS OUT -The Ending- (instrumental)            |                    | 本間昭光           | 本間昭光               | 1:00    |
| 总时长： | 总时长：                                          | 总时长：           | 总时长：           | 总时长：               | 1:11:46 |

| DVD（初回生產限定盤限定） | DVD（初回生產限定盤限定） |
| 曲序                      | 曲目                      |
| ------------------------- | ------------------------- |
| 1.                        | 生物綜藝之『NEWS123』     |

## 外部連結
- 生物股長官方網站（日語）
- Sony Music（页面存档备份，存于）（日語）
- 台灣索尼音樂（中文）